# Liste der Rektoren der Thomasschule zu Leipzig
Diese Liste gibt einen chronologischen Überblick über die Rektoren der Thomasschule zu Leipzig (Schola Thomana). Der Titel wurde in Sachsen 1657 eingeführt. Davor kursierten die Bezeichnungen Schulmeister, ludi magister oder ludi moderatores. Bis zur Reformation waren die Amtsträger zumeist gleichzeitig Notare des Klosters St. Thomas. Nach 1949 werden die Rektoren auch Direktor oder Schulleiter genannt. 1972 wurde die Personalunion von Rektor und Vorsteher des Thomanerchores aufgelöst. Bis Mitte des 16. Jahrhunderts existierten vermutlich keine Konrektoren (supremus). Vielmehr verpflichteten die amtierenden Rektoren Gehilfen, die Gesellen genannt wurden. Nach 1949 spricht man auch von stellvertretenden Direktoren oder stellvertretenden Schulleitern.

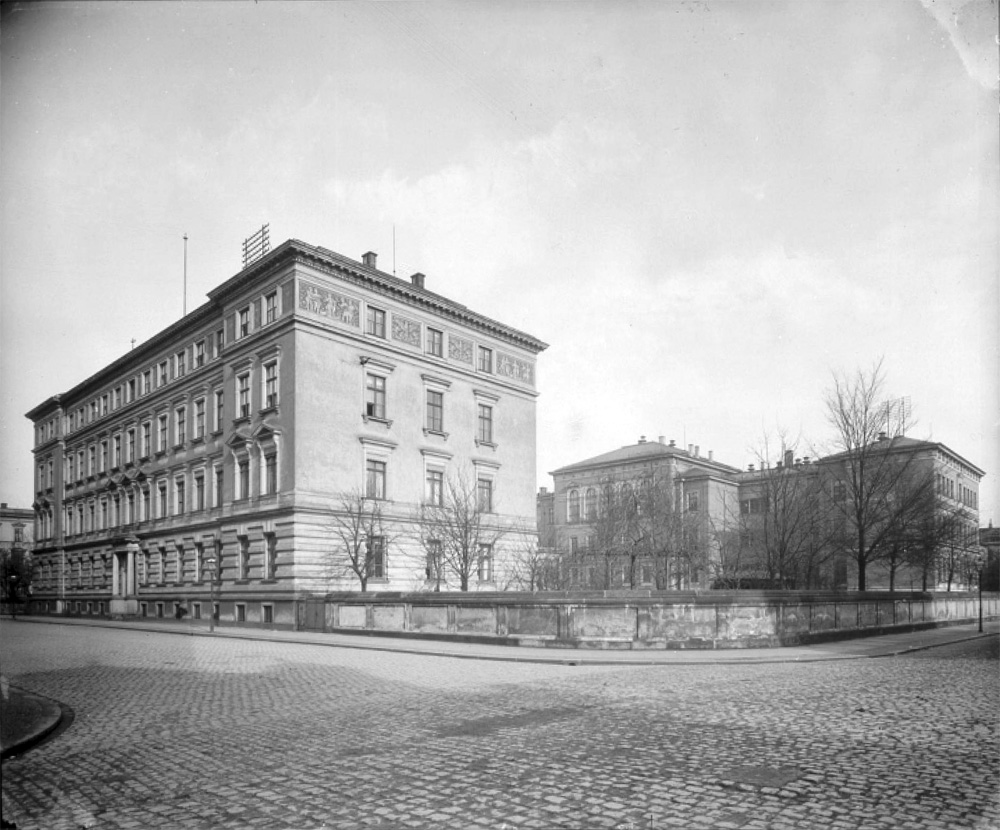
Thomasalumnat, in dem sich ab 1881 die Rektorenwohnung befand

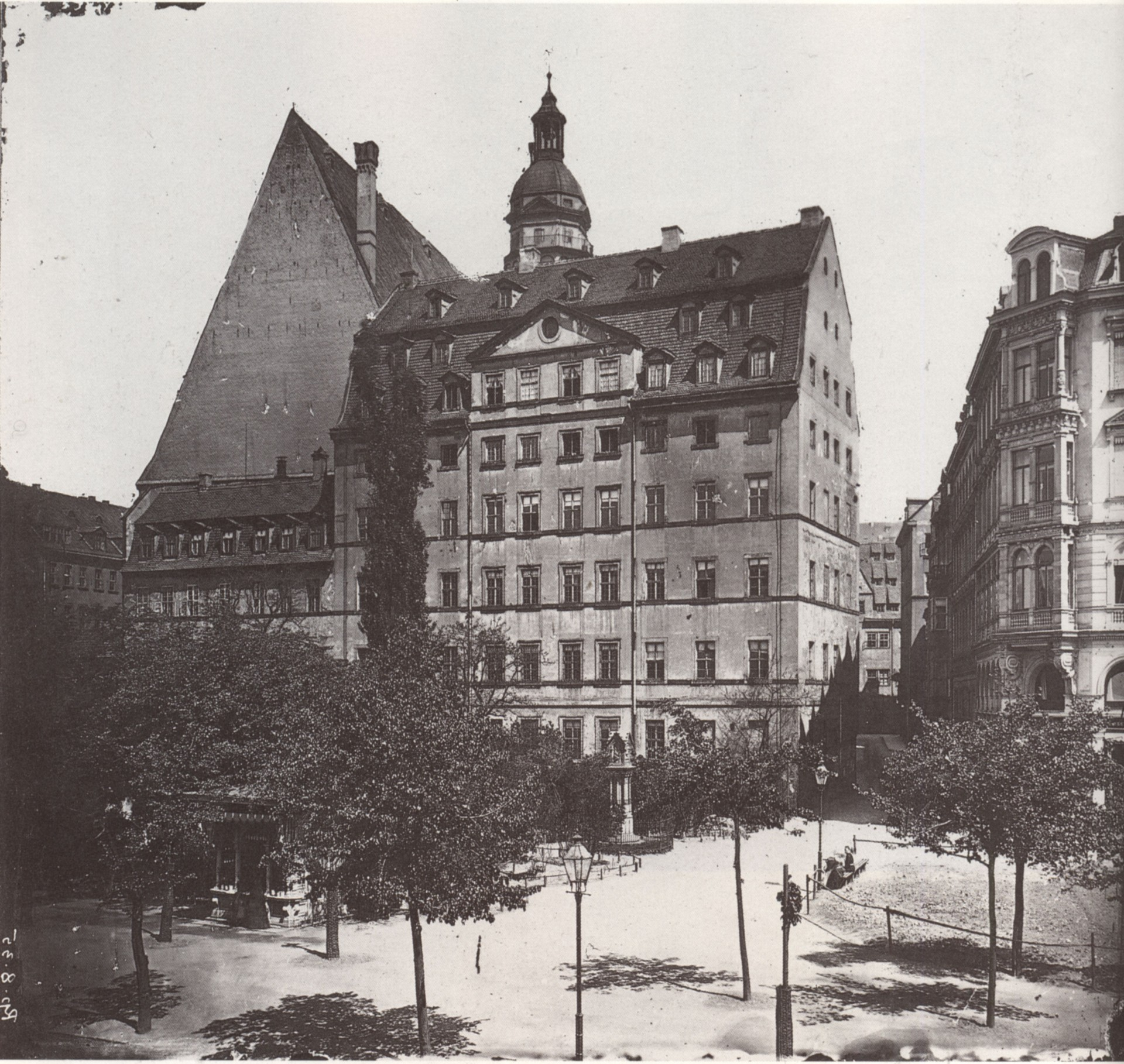
Alte Thomasschule mit Rektoren- (Nordflügel) und Kantorenwohnung (Südflügel)

## Rektorat
– in erster Linie chronologisch nach Altner/Petzoldt/Täschner –

### Rektoren

#### Vor der Reformation
| Name              | Herkunft   | Lebensdaten | Rektorat          |
| ----------------- | ---------- | ----------- | ----------------- |
| Thidericus        |            |             | um 1295           |
| Petrus Seehausen  | Leipzig    | bis 1464    |                   |
| Johannes Fabri    | Forchheim  |             | um 1472           |
| Gregor Weßnig     |            | bis 1494    | 1482–1488         |
| Heinrich Höfler   |            |             | 1488–1490         |
| Nicolaus Celer    |            | bis 1516    | um 1494           |
| Johann Conradi    | Kaltenborn |             | um 1508 oder 1500 |
| Vitus Heyner      | Eilenburg  |             | um 1510           |
| Blasius Hentschel | Mittweida  |             | 1513–1516         |

Legende:
 Thomasschulmeister  (auch Leitung des Figuralgesangs),  Magister und eventuell gewisse Zeit Rektoren

#### Seit der Reformation
| Bildnis | Name                              | Herkunft               | Lebensdaten                   | Rektorat                                      | Anmerkungen |
| ------- | --------------------------------- | ---------------------- | ----------------------------- | --------------------------------------------- | --- |
|         | Johann Gramann (Poliander)        | Neustadt an der Aisch  | 1487–1541                     | 1520(?) oder 1516–1522(?)                     | |
|         | Caspar Borner                     | Großenhain             | um 1492–1547                  | 1522(?)–1539                                  | Professor der Astronomie an der Universität Wittenberg, Rektor der Universität Leipzig                                      |
|         | Franz Barztsch                    | Pirna                  | bis 1539                      | 1539                                          | |
|         | Matthaeus Heußler                 | Jauer                  | bis 1563                      | 1539–1540                                     | Professor der Medizin |
|         | Bartholomaeus Heynemann           | Dresden                |                               | 1540–1549(?) oder 1545                        | Rektor der Nikolaischule |
|         | Caspar Landsidel                  | Leipzig                | um 1514–1560                  | 1545(?)–1548(?) oder 1549(?)                  | Rektor der Universität Leipzig                                                                                              |
|         | Andreas Jahn                      | Spremberg              |                               | 1549–1558 oder 1559                           | |
|         | Urban Prosch                      | Plösen bei Leipzig     | bis 1559(?)                   | 1558 oder 1554(?)–1559 oder nachweislich 1559 | |
|         | Johann Schrauff                   | Rothenburg/Oberlausitz | bis 1564 oder 1563            | 1559–1564 oder 1563                           | |
|         | Johann Heil                       | Meiningen              | 1532 oder 1533–1580 oder 1592 | 1564 oder 1561–1592                           | |
|         | Jacob Lassmann                    | Wurzen                 | 1559–1604                     | 1592–1604                                     | |
|         | Ambrosius Bardenstein             | Annaberg               | 1559–1616                     | 1604–1616                                     | |
|         | Sebastian Crell                   | Mittweida              | 1563 oder 1579–1633           | 1616–1622                                     | Rektor der Domschule Merseburg                                                                                              |
|         | Johann Merck                      | Rentweinsdorf          | 1577–1658                     | 1622–1627                                     | Rektor der Landesschule Grimma                                                                                              |
|         | Bartholomaeus Meyer               | Königsee               | 1598–1631                     | 1627–1629                                     | |
|         | Wilhelm Avian                     | Bachra                 | bis 1636                      | 1629–1636                                     | Rektor der Universität Leipzig                                                                                              |
|         | Abraham Teller                    | Wurzen                 | 1609–1658                     | 1637                                          | |
|         | Anton Kirchhoff                   | Dahlen                 | 1606–1640                     | 1638–1640                                     | Professor der Moral an der Universität Leipzig                                                                              |
|         | Georg Cramer                      | Bachra                 | 1610–1676                     | 1640–1676                                     | |
|         | Joachim Gesenius                  | Holdorf                | 1622–1684                     | (1675)                                        | Rector substit. |
|         | Jakob Thomasius                   | Leipzig                | 1622–1684                     | 1676–1684                                     | Professor der Moralphilosophie, der Dialektik und der Rhetorik und Rektor der Universität Leipzig, Rektor der Nikolaischule |
|         | Johann Heinrich Ernesti           | Königsfeld             | 1652–1729                     | 1684–1729                                     | Professor der Poesie an der Universität Leipzig                                                                             |
|         | Johann Matthias Gesner            | Roth                   | 1691–1761                     | 1730–1734                                     | Professor der Poesie und Eloquenz an der Universität Göttingen, Direktor der Universitätsbibliothek Göttingen               |
|         | Johann August Ernesti             | Tennstedt              | 1707–1781                     | 1734–1759                                     | Professor für Alte Literatur, Rhetorik und Theologie an der Universität Leipzig                                             |
|         | Johann Friedrich Leisner          | Tröda                  | 1707–1767                     | 1759–1767                                     | Rektor der Stiftsschule zu Zeitz                                                                                            |
|         | Johann Friedrich Fischer          | Coburg                 | 1726–1799                     | 1767 oder 1766–1799                           | Professor für Alte Literatur an der Universität Leipzig                                                                     |
|         | Friedrich Wilhelm Ehrenfried Rost | Bautzen                | 1768–1835                     | 1800–1835                                     | Professor der Philosophie an der Universität Leipzig                                                                        |
|         | Johann Gottfried Stallbaum        | Zaasch                 | 1793–1861                     | 1835–1861                                     | |
|         | Karl Heinrich Adelbert Lipsius    | Großhennersdorf        | 1805–1861                     | 1861                                          | |
|         | Friedrich Kraner                  | Eibenstock             | 1812–1863                     | 1862–1863                                     | |
|         | Friedrich August Eckstein         | Halle (Saale)          | 1810–1885                     | 1863–1881                                     | |
|         | Emil Jungmann                     | Sangerhausen           | 1846–1927                     | 1881–1917                                     | |
|         | Karl Tittel                       | Dresden                | 1872–1943                     | 1917–1935                                     | |
|         | Alfred Jentzsch                   | Werdau                 | 1890–1983                     | 1935–1939                                     | |
|         | Johannes Pinckert                 | Leipzig                | 1879–1956(?)                  | (1939–1945)                                   | interimistisch |
|         | Wilhelm Kupfer                    |                        |                               | (1945)                                        | Übergangsrektor |
|         | Hellmuth Heinze                   | Leipzig                | 1892–1979                     | 1945–1950                                     | |
|         | Heinz Nöbert                      | Leipzig                | 1917–1987                     | 1951 oder 1950–1972                           | kommissarisch (1950–1951)                                                                                                   |
|         | Helmut Gunter                     | Hindenburg             | 1928–1995                     | 1972–1987 oder 1988                           | |
|         | Wolfgang Schmidt                  | Leipzig                | * 1948                        | 1988–1991 oder 1990                           | |
|         | Andreas Polster                   | Leipzig                | * 1943                        | (1991–1992)                                   | kommissarisch |
|         | Hans Dietrich Möbius              | Neusäß                 | 1936–1995(?)                  | 1992–1993                                     | |
|         | Ute Hofmann                       | Dietzhausen            | 1941–2023                     | (1993–1994)                                   | interimistisch |
|         | Klaus Lindner                     | Leipzig                | * 1935                        | 1994–2000                                     | |
|         | Kathleen Kormann                  | Rathenow               | * 1960                        | seit 2000                                     | |

Legende:
vorübergehend im Amt

### Konrektoren
Unter den Gesellen (vor den Konrektoren) waren Georg Fabricius (1534 oder 1536), Wolfgang Meurer (1522–1535), Petrus Moselanus (um 1515), Wolfgang Kresse (1537–1555), Martin Otto (1555), Urban Prosch (1555–1558) und Johann Caelestinus (1558–1562).
| Bildnis | Name                                                        | Herkunft                   | Lebensdaten                 | Rektorat                        |
| ------- | ----------------------------------------------------------- | -------------------------- | --------------------------- | ------------------------------- |
|         | Johann Scheffel                                             |                            |                             | nach 1526                       |
|         | Johann Siglicius                                            | Freiberg                   | 1537–1617                   | bis 1568                        |
|         | Abraham Schadäus                                            | Senftenberg                | bis 1626                    | 1573–1588                       |
|         | Jacob Lassmann                                              | Wurzen                     | 1559–1604                   | 1588–1592                       |
|         | Johann Friderich                                            | Wolfshausen                | 1563–1629                   | 1592–1594                       |
|         | Fabian Hippius                                              | Stolpen                    | 1564–1599                   | 1594–1598                       |
|         | Erhard Lauterbach                                           | Jauer                      | bis 1649                    | 1598(?)–1604                    |
|         | Ambrosius Bardenstein                                       | Annaberg                   | bis 1616                    | 1602–1604                       |
|         | Urban Prosch oder Melchior Weinrich oder Christoph Hünichen | N/A / Hirschberg / Leipzig | N/A / 1587–1629 / 1567–1623 | 1606 / 1605–1606 / 1604–1606(?) |
|         | Johannes Rhenius                                            | Oschatz                    | 1574–1639                   | 1607–1616 oder 1618(?)          |
|         | Martin Cramer                                               | Leipzig                    | bis 1637                    | 1619–1625                       |
|         | Bartholomaeus Meyer                                         | Jehra                      | 1598–1631                   | 1625–1627                       |
|         | Georg Schultz                                               | der Lausitz                |                             | 1627–1634                       |
|         | Georg Cramer                                                | Bachra                     | 1610–1676                   | 1634–1640                       |
|         | Sebastian Gottfried Starke                                  | Mittweida                  | 1612–1670                   | 1640–1642                       |
|         | Friedrich Rappolt                                           | Reichenbach im Vogtland    | 1615–1676                   | 1642–1663                       |
|         | Thielemann Backhaus                                         | Zeitz                      | 1624–1666                   | 1663–1666                       |
|         | Christian Röhlick                                           | Annaberg                   | bis 1680                    | 1666–1680                       |
|         | Johann Heinrich Ernesti                                     | Königsfeld                 | 1652–1729                   | 1680–1684                       |
|         | Andreas Stübel                                              | Dresden                    | 1653–1725                   | 1684–1697                       |
|         | Christian Ludovici                                          | Landshut bei Breslau       | 1663–1732                   | 1697–1724                       |
|         | Johann Christian Hebenstreit                                | Neustadt an der Orla       | 1686–1756                   | 1725–1731                       |
|         | Karl Friedrich Petzold                                      | Ottendorff                 | 1675–1731                   | (1731)                          |
|         | Johann August Ernesti                                       | Tennstedt                  | 1707–1781                   | 1731–1734                       |
|         | Siegmund Friedrich Dresig                                   | Vorberg                    | 1703–1742                   | 1734–1742                       |
|         | Conrad Benedikt Hülse                                       | Köthen                     | 1706–1750                   | 1742–1750                       |
|         | Johann Friedrich Fischer                                    | Coburg                     | 1726–1799                   | 1751–1767                       |
|         | Carl August Thieme                                          | Teuchern                   | 1721–1795                   | 1767–1795                       |
|         | Friedrich Wilhelm Ehrenfried Rost                           | Bautzen                    | 1768–1835                   | 1796–1799                       |
|         | Johann Friedrich Jacob Reichenbach                          | Großmonra                  | 1760–1839                   | 1800–1832                       |
|         | Johann Gottfried Stallbaum                                  | Zaasch                     | 1793–1861                   | 1832–1835                       |
|         | Johann Christian Jahn                                       | Stolzenhain an der Röder   | 1797–1846                   | 1835–1847                       |
|         | Karl Heinrich Adelbert Lipsius                              | Großhennersdorf            | 1805–1861                   | 1847–1860                       |
|         | Georg Aenotheus Koch                                        | Drehbach                   | 1802–1879                   | 1862–1868                       |
|         | Friedrich Richard Franke                                    | Rinteln                    | 1832–1905                   | 1868–1872                       |
|         | Friedrich Wilhelm Gustav Krüger                             | Braunschweig               | 1837–1913                   | 1872–1874                       |
|         | Emil Jungmann                                               | Sangerhausen               | 1846–1927                   | 1874–1881                       |
|         | Heinrich Stürenburg                                         | Hildburghausen             | 1847–1934                   | 1882–1889                       |
|         | Wilhelm von Zahn                                            | Leipzig                    | 1839–1904                   | 1889–1904                       |
|         | Richard Sachse                                              | Wachau                     | 1846–1924                   | 1904–1917                       |
|         | Adolf Buchholz                                              | Leipzig                    | 1868–1932                   | 1921–1931                       |
|         | Johannes Mißlack                                            | Liptitz                    | 1884–1931                   | 1931                            |
|         | Bernhard Schwarz                                            | Lauf an der Pegnitz        | 1889–1973                   | 1931–1938                       |
|         | Johannes Pinckert                                           | Leipzig                    | 1879–1956(?)                | 1939–1945                       |
|         | Wilhelm Kupfer                                              |                            |                             |                                 |
|         | Heinz Nöbert                                                | Leipzig                    | 1917–1987                   | 1950                            |
|         | Horst Wunderlich                                            |                            |                             |                                 |
|         | Arno Wilhelm                                                |                            |                             |                                 |
|         | Günther Kreusel                                             |                            |                             |                                 |
|         | Ute Hofmann                                                 | Dietzhausen                | 1941–2023                   | 1984–1986, 1989–2005            |
|         | Detlef Müller                                               | Leipzig                    | * 1959                      | 2005                            |

Legende:
Conrector designatus